# Kostkowice (Cieszyn)
Pour les articles homonymes, voir Kostkowice.
Kostkowice est une localité polonaise de la gmina de Dębowiec, située dans le powiat de Cieszyn en voïvodie de Silésie.